# Sebastian Machowski (ur. 1972)
Sebastian Alexander Machowski (ur. 18 stycznia 1972 w Berlinie) – niemiecki koszykarz, polskiego pochodzenia, występujący na pozycji niskiego skrzydłowego, reprezentant kraju, po zakończeniu kariery zawodniczej trener koszykarski, w tym m.in. PGE Spójni Stargard (02.06.2022–23.08.2024).

## Osiągnięcia
Na podstawie, o ile nie zaznaczono inaczej.

### Zawodnicze
Klubowe
- Mistrz FIBA EuroCup Challenge (2004)
- Wicemistrz Niemiec (1992, 1995, 1996, 1997)
- Zdobywca Pucharu Koracia (1995)
- Uczestnik meczu gwiazd ligi niemieckiej (2003)

### Trenerskie
- Wicemistrzostwo Niemiec (2013)
- Brąz EuroChallenge (2013)
- Puchar:
  - Polski (2009)
  - Niemiec (2015)
- Finał pucharu Niemiec (2011)
- Trener roku niemieckiej ligi BBL (2013)

### Reprezentacja
- Uczestnik:
  - kwalifikacji Europy (1999 – 7. miejsce)
  - mistrzostw Europy:
    - U–22 (1992 – 12. miejsce, 1994 – 9. miejsce)
    - U–16 (1989 – 9. miejsce)